# Fotosíntesis artificial

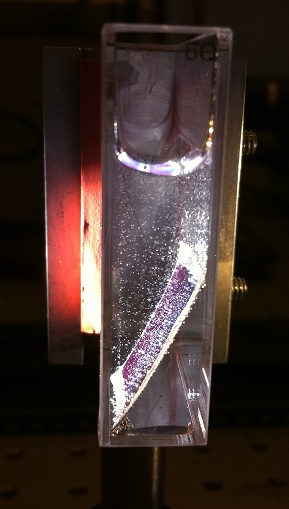
Una muestra de una célula fotoeléctrica en un entorno de laboratorio. Los catalizadores se añaden a la célula que se sumerge en agua y se ilumina por luz solar simulada. Las burbujas que se ven son de oxígeno (que se forma en la parte frontal de la célula) y de hidrógeno (formando en la parte posterior de la célula).

La fotosíntesis artificial es un campo de investigación, que intenta imitar la fotosíntesis natural de las plantas, con el fin de convertir dióxido de carbono y agua en carbohidratos y en oxígeno, utilizando para ello la luz del Sol.
En la fotosíntesis natural intervienen docenas de enzimas que catalizan varias reacciones individuales, pero todo el proceso puede dividirse conceptualmente en dos fases principales que interactúan mediante moléculas transportadoras de energía: las reacciones luminosas, que dependen de la luz del Sol, y las reacciones oscuras, que pueden ocurrir en ausencia de luz. Estas reacciones tienen mucha importancia tanto desde el punto de vista científico como desde el punto de vista económico, dada su potencial aplicación en la explotación de la energía solar, sin embargo el proceso es tan complejo que aún en un laboratorio es difícil de replicar.
El término fotosíntesis artificial se aplica a aquellos procesos que, inspirados en la fotosíntesis natural, buscan utilizar la energía solar para producir otros tipos de energía que puedan ser aprovechados por el ser humano de manera limpia y eficiente, de forma que en un futuro se pueda producir una «planta artificial» que sea capaz de almacenar energía en forma de compuestos orgánicos a partir de óxido carboxílico y aceite. Esto hace que la fotosíntesis artificial sea una tecnología atractiva no sólo desde el punto de vista práctico y económico, sino también desde el punto de vista ecológico, ya que potencialmente podría ayudar a mitigar o revertir algunos de los efectos adversos producidos por el consumo de combustibles fósiles como el calentamiento global.
Las investigaciones en cuanto a fotosíntesis artificial se pueden dividir de acuerdo con la fase de la fotosíntesis natural que buscan replicar: la separación de moléculas de agua para obtener hidrógeno y oxígeno que ocurre en la fase luminosa, y la fijación del dióxido de carbono que ocurre en la fase oscura.

## Separación de moléculas de agua en la célula (fase luminosa)
La fase luminosa, como su nombre lo indica, ocurre en presencia de luz solar. Durante esta fase las plantas convierten la energía luminosa – en forma de fotones – en energía química en forma de dos moléculas transportadoras: ATP y NADPH. La energía necesaria para estas reacciones es absorbida por moléculas de pigmento (tales como la clorofila, los carotenos y las ficocianinas) que junto con moléculas transportadoras de electrones forman complejos proteínicos muy especializados denominados fotosistemas, los cuales son alimentados con electrones provenientes de moléculas de agua que son descompuestas en moléculas de hidrógeno y oxígeno.
El proceso que permite obtener hidrógeno y oxígeno a partir de agua recibe el nombre de electrólisis del agua, y consiste en aplicar una carga eléctrica con suficiente potencial sobre moléculas de agua para separar los átomos que las componen, ya que es una reacción que no sucede de manera espontánea. Para realizarla se necesitan cuatro componentes, que tienen su correspondencia dentro de las plantas: un cátodo donde se concentra el hidrógeno (moléculas de NADP+), un ánodo donde se concentra el oxígeno (que se libera al aire), un electrolito o catalizador (los complejos fotosintéticos) y una fuente de energía (las moléculas de clorofila que absorben la luz del Sol).
Aunque la electrólisis es fácilmente replicable en un laboratorio mediante el uso de electricidad, el reto consiste en fabricar dispositivos, denominados celdas fotoelectroquímicas, capaces de utilizar la energía solar para mantener la reacción de acuerdo con tres criterios: la reacción debe ser eficiente, los materiales empleados en su construcción deben ser resistentes a la corrosión provocada por el electrolito y los materiales deben acercarse a los límites de potencial REDOX del hidrógeno y el oxígeno. Los criterios antes mencionados imponen grandes límites en la selección de los materiales empleados para la fabricación del cátodo y el ánodo, así como también en la selección del catalizador utilizado.
El hidrógeno es un producto importante ya que actualmente se utiliza para la producción de fertilizantes, para hidrolizar grasas, como un agente reductor de algunos minerales y otros procesos industriales, pero también se puede utilizar como combustible de manera directa, e incluso podría utilizarse para reemplazar a la gasolina en los vehículos de motor. La mayor parte de la producción de hidrógeno en la actualidad se realiza a partir de hidrocarburos, y se utiliza en el mismo sitio donde se obtiene pues permite sintetizar algunos derivados del petróleo, por lo que usarlo como combustible por el momento no resulta tan viable. Los científicos están estudiando el proceso de la fotosíntesis puesto que en las reacciones luminosas se produce hidrógeno a partir de energía solar y agua de manera muy eficiente.

## Fijación del dióxido de carbono (fase oscura)
Durante la fase oscura, las plantas ocupan la energía almacenada en moléculas de ATP y NADPH producidas durante las reacciones luminosas para sintetizar glucosa a partir de dióxido de carbono y agua, y se le llama fase oscura ya que las reacciones pueden ocurrir en ausencia de luz, siempre y cuando existan suficientes moléculas de ATP y NADPH disponibles. A este conjunto de reacciones también se les conoce con el nombre de Ciclo de Calvin-Benson o C3 (carbono 3).
La fijación del carbono inicia con moléculas de BPRu, un azúcar especial de cinco carbonos, cada una de las cuales se combina con una molécula de CO2 de la atmósfera para producir dos moléculas de PGAL utilizando energía la almacenada en el ATP y el NADPH. De cada doce moléculas de PGAL sintetizadas, sólo cinco se utilizan para regenerar el BPRu utilizado al inicio del ciclo, y las dos restantes se ocupan para la síntesis de glucosa y otras moléculas orgánicas que la planta necesite. El aspecto más importante de este conjunto de reacciones desde el punto de vista científico es precisamente que es un proceso cíclico, de forma que los mismos reactivos se pueden utilizar una y otra vez, de manera muy eficiente, para almacenar el bióxido de carbono absorbido del aire en compuestos orgánicos que pueden ser usados posteriormente, es decir, en el equivalente a un combustible.
Aunque ya existen catalizadores capaces de convertir CO2 en monóxido de carbono (CO), su problema es que actualmente son muy ineficientes. Para el diseño de nuevos catalizadores, los científicos buscan inspiración en la coenzima NADP+/NADPH, la cual se puede ver como un “brazo robótico” que recoge un protón y dos electrones del agua durante las reacciones luminosas y los utiliza posteriormente durante el ciclo C3 para producir carbohidratos. Lo que hace a esta molécula tan particular es que durante la fotosíntesis es reciclable, de forma que la misma molécula se puede utilizar varias veces, una característica que aún no se ha podido replicar en el laboratorio.
El objetivo principal de las investigaciones referentes a la fase oscura consiste en poder generar una molécula que en presencia de luz solar sea capaz de reactivarse, y al igual que con la electrólisis, se pretende entender bien este proceso para poder diseñar catalizadores artificiales capaces de producir combustibles a partir de bióxido de carbono o alguno de sus derivados en un futuro.

## Impacto económico
En 2007 se produjeron en el mundo 19,8×10³ TWh, el equivalente a 12029 millones de toneladas de petróleo de electricidad, de los cuales el 34% fueron producidos a partir de petróleo, el 26,5% de carbón, el 20.9% de gas natural, y del resto la cantidad de energía producida por fuentes renovables, entre las que se encuentra la luz solar, fue de alrededor del 0,7%. Estas cifras contrastan con el inmenso potencial de la energía solar, ya que en promedio un total de 120×10³ TW golpean la Tierra en todo momento, de los cuales la fotosíntesis consume únicamente 90 TW del total.
La razón de que la energía solar, y en general las energías renovables, representen una fracción tan pequeña de la producción mundial no tiene que ver con su potencial, sino con su costo. En 2002 el costo de producción de electricidad a partir de energía solar en Estados Unidos oscilaba entre los 25 y los 50 centavos por cada kWh, comparado con el del petróleo cuyo costo era de entre 6 y 8 centavos o del carbón con un costo de entre 1 y 4 centavos, lo cual representa una diferencia de más del 1200%.
La fotosíntesis natural tiene un rendimiento energético muy bajo, entre el 1 y el 2 %. En 2015, científicos del Joint Center for Artificial Photosynthesis (JCAP) han conseguido una marca mundial de rendimiento del 10 % en energía almacenada con un sistema completo, eficiente, seguro e integrado. Eso, por sí solo, está ya en los umbrales de la rentabilidad económica.
Por otra parte, a finales de 2008, la cantidad de reservas comprobadas a nivel mundial ascendía a 170800 millones de toneladas de petróleo, y la cantidad total existente a 408,2 millones de toneladas. A pesar de la exorbitante diferencia en precios de producción, el interés por las energías limpias y renovables se ha incrementado debido al interés cada vez mayor por mitigar los efectos ambientales derivados de la quema de combustibles fósiles. Desafortunadamente, la evidencia sugiere que las energías renovables no podrán jugar un papel significativo en la producción de electricidad a nivel mundial a menos que se desarrollen mecanismos que disminuyan de manera dramática sus costos de producción.
La importancia de la fotosíntesis artificial desde el punto de vista económico radica en que es una tecnología (o más bien una serie de ellas) que podría reducir los costos de producción de electricidad a partir de energía solar de manera significativa, ya que tiene por objetivo producir electricidad no sólo de manera eficiente, sino también barata.